# Neato walli
Neato walli is een spinnensoort uit de familie Gallieniellidae. De soort komt voor in Queensland, New South Wales en Victoria.